# Patto di Halepa
Il patto di Halepa o trattato di Halepa (in greco Σύμβαση της Χαλέπας?) o carta di Halepa (Χάρτης της Χαλέπας) fu un accordo stipulato nel 1878 tra l'Impero Ottomano (allora governato dal sultano Abdul Hamid II) e i rappresentanti del Comitato Rivoluzionario Cretese, che assicurò un'ampia autonomia per l'isola di Creta. Prende il nome dal luogo in cui venne o firmato, Halepa (oggi un quartiere presso La Canea).

## Storia
In seguito alla guerra russo-turca del 1877-78 e al trattato di Berlino (1878), il governo ottomano si impegnò a realizzare di riformare l'amministrazione dell'Impero per rimuovere la discriminazione contro la popolazione cristiana. L'isola di Creta, una provincia ottomana dal 1669, era un caso particolare. Dallo scoppio della guerra d'indipendenza greca nel 1821, i cristiani cretesi si erano ripetutamente ribellati contro l'Impero Ottomano, cercando l'unione con la Grecia, in particolare durante la Rivolta cretese del 1866-1869. Più recentemente, dal 1875, l'isola era nuovamente in stato di rivolta e si era formato un comitato rivoluzionario di importanti cretesi cristiani.
Come primo gesto di conciliazione, il Sultano nominò per la prima volta un greco cristiano, Kostakis Adosidis, governatore generale (vali) dell'isola e, a seguito del Trattato di Berlino, Ahmed Muhtar Pascià fu inviato sull'isola per i negoziati con il Comitato Rivoluzionario.
Il 15 ottobre (27 ottobre calendario gregoriano) 1878 fu raggiunto e firmato un accordo finale a casa del giornalista Costis Mitsotakis (l'omonimo nonno del futuro primo ministro greco) a Halepa. Le sue disposizioni furono le seguenti:
- L'isola di Creta sarebbe stata governata da un governatore generale con un mandato di cinque anni; se il governatore generale fosse stato un cristiano, avrebbe avuto un deputato musulmano, e viceversa
- I servizi pubblici sarebbero stati gestiti dai cretesi nativi, mentre il greco diventava la lingua dei tribunali
- Una parte dei proventi fiscali dell'isola sarebbe rimasta a Creta per uso locale e una serie di riduzioni fiscali sarebbero state concesse a Creta
- Il numero dei governatori sub-provinciali cristiani sarebbe stato maggiore di quelli musulmani
- Una nuova gendarmeria cretese avrebbe sorvegliato l'isola e sarebbe stata reclutata dagli abitanti nativi
- L'uso pubblico della lingua greca, la fondazione di associazioni di lingua greca, giornali, sarebbero stati autorizzati, ecc.
- Fu proclamata un'amnistia generale per coloro che avevano preso parte alla rivolta e fu concesso il trasporto autorizzato di armi da parte della popolazione

L'accordo fu considerato come un sostituto di una qualsiasi legislazione ottomana futura o passata, o addirittura con disposizioni contraddittorie della costituzione ottomana. Di conseguenza, Creta divenne uno stato autonomo all'interno dell'Impero Ottomano. Il trattato fu generalmente applicato fino al 1889, ma rimase sostanzialmente lettera morta. Esso fu abrogato da Şakir Pascià. Ciò portò allo scoppio di un'altra rivolta cretese nel 1895-1898 e alla guerra greco-turca del 1897, dopo di che l'esercito ottomano si ritirò dall'isola e Creta fu riconosciuta come stato autonomo con garanzia internazionale, portando infine alla sua unione con la Grecia nelle guerre balcaniche del 1912-1913.